# Tuta absoluta
Tuta absoluta je malý nenápadný motýl, který v původních oblastech výskytu, v Jižní Americe, patří k nejvýznamnějším škůdcům porostů rajčat.
Na začátku 21. století bylo zaznamenáno masové šíření makadlovky Tuta absoluta v jižních částech Evropy, zejména ve Španělsku, kde způsobuje ekonomické ztráty vyšší než 50 %. Jiné druhy makadlovek jsou na území ČR významnými škůdci kulturních rostlin, např. makadlovka kmínová (Depressaria daucella) nebo makadlovka řepná (Scrobipalpa ocellatella).

## EPPO kód
GNORAB

## Synonyma

### Vědecký název
Podle EPPO je pro patogena s označením Tuta absoluta používáno více rozdílných názvů, například Scrobipalpula absoluta nebo Phthorimaea absoluta.
Druh Tuta absoluta původně popsal anglický učitel a amatérský entomolog Edward Meyrick v roce 1917 jako druh Phthorimaea absoluta z lokality Huancayo v Peru. První rezistence vůči insekticidům (organofosfátům a pyretroidům) byly popsány o 80 let později v Chile. Studiem Tuta absoluta se rovněž zabýval moravský entomolog Dalibor Povolný

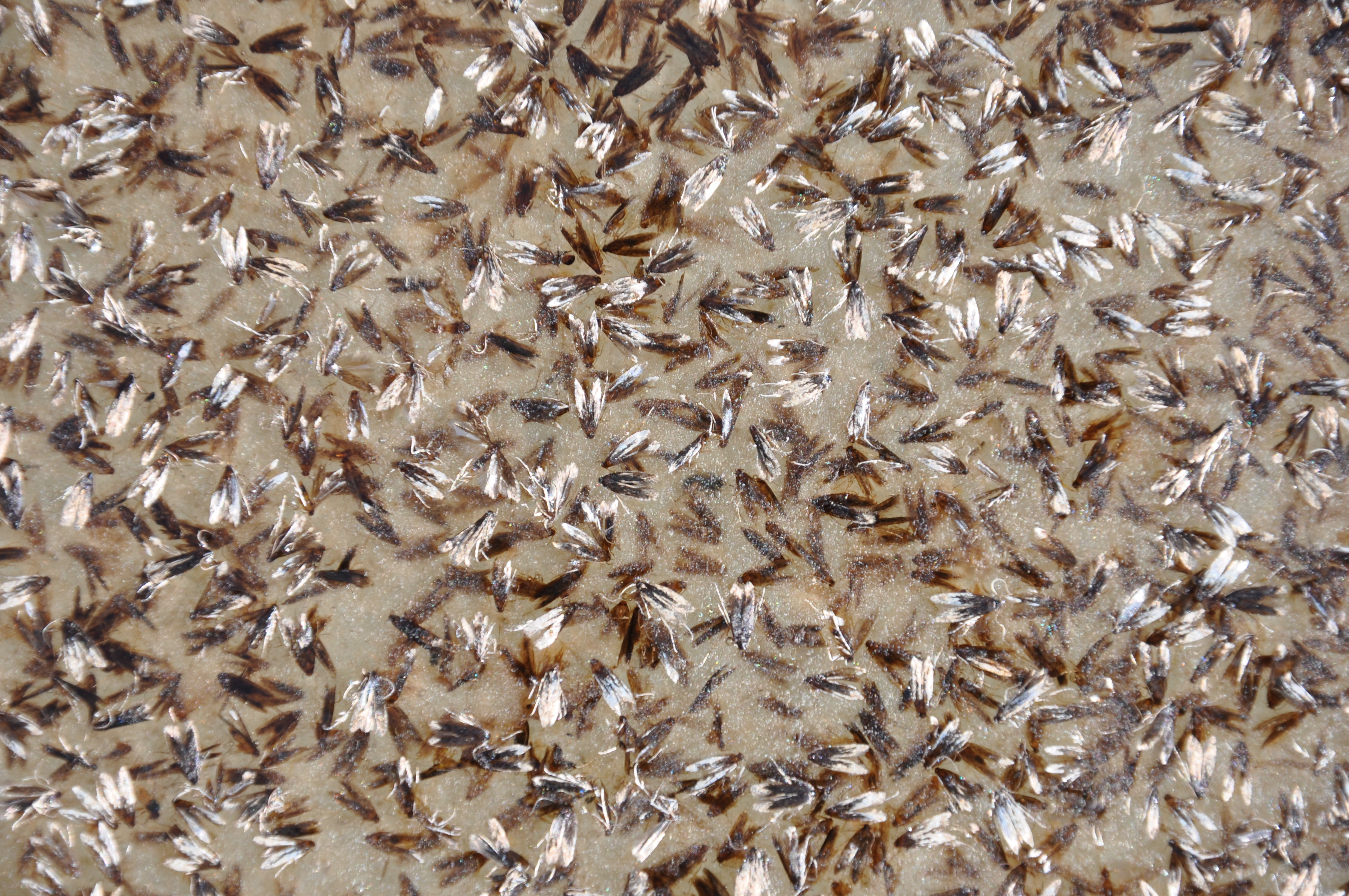
Tuta absoluta ve feromonové pasti.

## Výskyt
Původním areálem výskytu makadlovky Tuta absoluta je Jižní Amerika. V Evropě byla Tuta absoluta poprvé nalezena v roce 2006 ve Španělsku. Na africkém kontikontinentu byla zaznamenána v Alžírsku, Egyptu, Libyi, Maroku, Súdánu a v Tunisku a na Blízkém východu byl výskyt potvrzen v Iráku, Izraeli, Saúdské Arábii, Sýrii a v Turecku.
Vzhledem k širokému geografickému rozložení je v 21. století Tuta absoluta považována za superspecies, který zahrnuje dva nebo tři kryptické druhy, které se liší morfologicky (habitus a genitálie) a adaptací na hostitelské rostliny (Povolný 1973, 1975, 1979).

### Výskyt v Evropě
V Evropě byl poprvé výskyt Tuta absoluta potvrzen v roce 2006 ve Španělsku (Katalánsko) na rajčatech dovezených ze Střední nebo Jižní Ameriky. Z prvního ohniska výskytu se začala šířit do dalších evropských států i do států v severní Africe. Makadlovka je dnes rozšířená v Albánii, Francii, Itálii, na Kypru, v Portugalsku a Řecku. Další výskyty byly hlášeny z Bulharska, Litvy, Maďarska, Malty, Německa, Nizozemska, Rumunska, Ruska, Švýcarska a z Velké Británie a také České republiky.

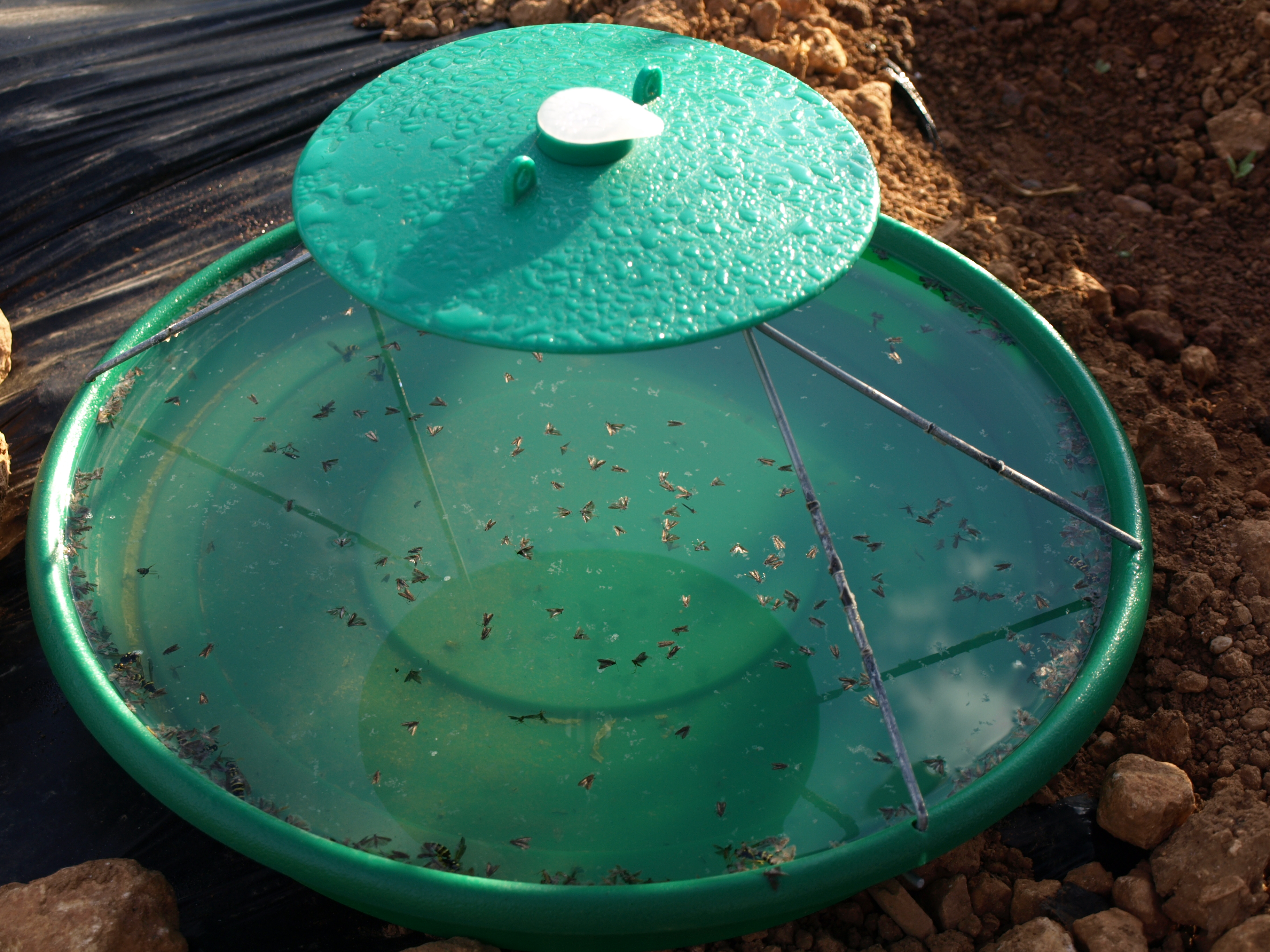
Feromonová past na Tuta absoluta.

### Výskyt v Česku
Přestože se jedná o teplomilný druh, který není schopen přezimovat v našich venkovních podmínkách, hrozí v České republice nebezpečí jeho zavlečení do skleníků a foliovníků, především cestou dovozu hostitelských rostlin ze států s jeho výskytem. Státní rostlinolékařská správa (SRS) provádí od roku 2010 detekční průzkum výskytu tohoto škůdce pomocí feromonových lapačů na našem území v provozech, kde by se Tuta absoluta mohla vyskytnout (skleníky, fóliovníky, sklady). První výskyt makadlovky Tuta absoluta v ČR byl potvrzen v srpnu 2013 v okrese Prostějov.

## Hostitel
Tuta absoluta napadá rostliny z čeledi lilkovitých (Solanaceae). Hospodářsky významnými druhy jsou:
- rajče jedlé (Lycopersicon esculentum)
- lilek brambor (Solanum tuberosum)
- lilek vejcoplodý (Solanum melongena)

Z volně rostoucích a okrasných lilkovitých rostlin patří k hostitelům:
- durman obecný (Datura stramonium)
- lilek černý (Solanum nigrum)
- lilek hlošinolistý (Solanum elaegnifolium)
- lilek (Solanum lyratum)
- tabák sivý (Nicotiana glauca).

Seznam podle Státní rostlinolékařská správy.

## Popis
Vajíčka jsou velmi malá, oválná, krémově žlutá o délce (0,36 mm dlouhá a 0,22 mm široká). Vajíčka bývají na spodní straně listu. Líhnutí trvá 4–5 dnů.
Po vylíhnutí jsou housenky bělavé. Později tmavnou přes zelenavou do světle růžové barvy. Mají tmavě hnědou hlavu a na předohrudi výrazný černý proužek. První instar je 0,9 mm velký. Dorůstají do velikosti 8 mm. Doba vývoje 13–15 dnů.
Kukla je hnědá, velká asi 6 mm. Doba vývoje 9–11 dnů.
Dospělec je drobný motýl s rozpětím křídel 10 mm. Má nenápadné šedohnědé zbarvení s černými a stříbřitě šedými skvrnkami na předních křídlech. Zadní křídla mají lichoběžníkový tvar, jsou úzká s dlouhými třásněmi. Pro makadlovky jsou charakteristická dlouhá a nahoru protažená makadla, která jsou dobře viditelná pouhým okem. Tykadla jsou nitkovitá.

## Biologie
Tato jihoamerická makadlovka má velký reprodukční potenciál. Za příznivých podmínek je schopná vytvořit až 12 generací za rok. Životní cyklus trvá 29–38 dní. Jedná se o teplomilný druh, dospělec není schopen přezimovat v chladnějších oblastech mírného podnebného pásu. Minimální a maximální teplota pro dokončení vývoje je 14 a 30 °C. Přezimuje ve stadiu vajíčka, kukly nebo dospělce.
Samičky kladou 230–260 vajíček přímo na hostitelské rostliny, nejčastěji na spodní stranu listů. Housenky se líhnou po 4–6 dnech a minují v listech, stoncích a plodech. Housenky se kuklí po 12–15 dnech v půdě, na povrchu rostlin nebo v minách.

## Význam
Škody způsobují pouze housenky, a to svým žírem, především na zelených částech rostlin. Poškozují i květy a plody, čímž výrazně snižují výnos a kvalitu plodů.
V Latinské Americe, je T. absoluta považována za hlavního škůdce rajčat a to jak na polích, tak na ošetřovaných místech. Výnos a kvalita plodů může být významně sníženy poškozením Tuta absoluta a sekundární patogeny, které mohou využít poškození rostliny. Vážně poškozená rajčata ztrácejí obchodní hodnotu. Ztráty 50–100 % byly hlášeny na rajských jablek zejména při nízkých srážkách. Na bramborech je Tuta absoluta jeden z hlavních škůdců olistění v teplých oblastech s nízkou nadmořskou výškou (pod 1000 m).

## Symptomy
Na listech housenky způsobují požerky v podobě charakteristických nepravidelných min. V případě silného napadení listy zcela odumřou, zatímco požerky ve stoncích způsobují deformace rostlin. Znečištěný povrch rostlin je živnou půdou pro sekundární houbové patogeny.
Škůdce je obecně snadno nalézt, protože preferuje apikální pupeny, květy nebo nové plody, na kterých jsou černé výkaly dobře viditelné.

### Možnost záměny
Nejčastěji může dojít k záměně s polyfágními minujícími vrtalkami rodu Liriomyza (řád dvoukřídlí – Diptera, čeleď vrtalkovití – Agromyzidae.
Makadlovka Tuta absoluta se může rovněž zaměnit s mnoha jinými druhy makadlovek, jako jsou např. Phthorimaea opercula a Keiferia lycopersicella, které mají stejné hostitelské spektrum a velmi podobný vnější vzhled.

## Ochrana
Doporučovanou účinnou prevencí je nemanipulovat v blízkosti porostů rajčat (zejména ve sklenících a foliovnících) s plody dováženými z rizikových oblastí, likvidovat použité přepravní obaly od rajčat, případně důkladně vyčistit tyto obaly před dalším použitím. K signalizaci výskytu a detekci makadlovky Tuta absoluta slouží druhově specifické feromonové lapače.

### Biologický boj
V zemích s výskytem Tuta absoluta se v biologickém boji využívají přípravky na bázi Bacillus thuringiensis var. kurstaki, entomopatogenních hub Metarhizium anisopliae a Beauveria bassiana, vosičky Trichogramma achaeae a T. pertiosum a dravé ploštice rodu Macrolophus, Nabis a Nesidiocoris. Chemická ochrana proti housenkám je založena na bázi účinných látek abamectin, indoxacarb a spinosad a proti motýlům na bázi účinných látek acetamiprid, cypermethrin, deltamethrin, imidacloprid a teflubenzuron.
Rezistence
Tuta absoluta je rezistentní vůči těmto účinným látkám:
- pyretroidy (deltamethrin, cypermethrin, bifenthrin a gamma-cyhalothrin)
- abamectin

### Fytosanitární opatření
Makadlovka Tuta absoluta nepatří mezi druhy, jmenovitě uvedené v přílohách vyhlášky č. 215/2008 Sb., o opatřeních proti zavlékání a rozšiřování škodlivých organismů.